# Die Hallo-Sisters
Die Hallo-Sisters ist ein deutscher Spielfilm aus dem Jahre 1990 von Ottokar Runze mit Ilse Werner und Gisela May in den Titelrollen. Harald Juhnke übernahm die männliche Hauptrolle als gewiefter Manager zweier in Vergessenheit geratener Schlagerdamen der 1950er Jahre.

## Handlung
Babsies und Maikas Ruhm liegt schon lange zurück. Beide sind gestandene Schlagerdiseusen und Unterhaltungskünstlerinnen, Neu-Deutsch: Entertainerinnen, die sich in den 1950er Jahren als „Hallo-Sisters“ große Popularität ersungen hatten. Seit Ewigkeiten sind die beiden in die Jahre gekommenen und füllig gewordenen älteren Damen schwer verkracht und sprechen kein Wort mehr miteinander. Der Niedergang folgte auf dem Fuße: Die in einer schäbigen Hinterhofwohnung hausende Babsie lebt von der Hand in den Mund und hängt, wenn sie sich nicht mit ihren Goldfischen im Aquarium unterhält, bevorzugt an der Flasche; Maika wiederum hält sich mühsam über Wasser, in dem sie ein leidlich gut gehendes Geschäft für Musikinstrumente führt.
Aus diesem „Elend“ will sie, nicht ganz uneigennützig, der vorzeitig pensionierte Rundfunk-Sendeleiter Henne befreien, einst Liebhaber der einen und Ehemann der anderen Dame. Er plant, ganz auf der Nostalgiewelle reitend, nach über dreißig Jahren nicht weniger als das Comeback der Hallo-Sisters, die er im Fernsehen wieder ganz groß herausbringen will. Babsie und Maika raufen sich nolens volens zusammen, um erneut als „Hallo-Sisters“ die Hallen zu füllen. Doch nach einem komplett vergurkten Fernsehauftritt und der Erkenntnis, dass sich ihre Bühnenauftritte nur noch auf Altenheime und Kaffeefahrten begrenzen, müssen alle drei erkennen, dass man die Vergangenheit nicht einfach so zurückholen kann und die Zeit des Ruhms endgültig vorbei ist.

## Produktionsnotizen
Die Hallo-Sisters wurde im März und April 1990 in Berlin gedreht und am 29. November 1990 uraufgeführt. Die Fernseherstausstrahlung der Film-Fernseh-Coproduktion erfolgte am 9. Dezember 1991 im ZDF.
Die Ausstattung besorgte Bernd Gaebler, die Kostüme entwarf Gabriele Friedrich. Michael Beier übernahm die Produktionsleitung.
1991 erhielten die drei Hauptdarsteller den Deutschen Filmpreis als beste Ensembleleistung.

## Kritiken
„Eine melancholisch-resignative Nostalgie-Komödie, medienkritisch angelegt, aber nicht frei von Klischees und in seiner forcierten Traurigkeit ebenfalls nicht von einer Portion Selbstmitleid.“

Cinema-online sah in dem Film „Erinnerungen mit einem Hauch Ironie“.